# Koulamoutou
Koulamoutou je grad u Gabonu, glavni grad provincije Ogooué-Lolo i departmana Lolo-Bouenguidi. Leži na šumovitim brežuljcima koji se uzdižu nad rijekama Lolo i Bouenguidi, 85 km sjeverno od granice s Republikom Kongo. Centar grada smješten je između dva mosta na rijeci Bouenguidi. Koulamoutou ima muzej, kino, nekoliko hotela, zračnu luku, a poznat je i po noćnom životu. U blizini se nalazi planina du Chaillu i vodopad Mbougou. Nešto dalje je planina Iboundji s najvišim vrhom Gabona - 972 metra.
Katolička misija Koulamoutou osnovana je 1949. godine. Sastoji se od nekoliko zgrada sagrađenih od ružičaste cigle, među kojima se ističe crkva Gospe od La Salettea.
Prema popisu iz 1993. godine, Koulamoutou je imao 11.773 stanovnika.